# Calamaria melanospora
Calamaria melanospora là một loài dương xỉ trong họ Isoetaceae. Loài này được Engelm. Kuntze mô tả khoa học đầu tiên năm 1891.